# Den Jyske Skovhave
Den Jyske Skovhave er et arboret i Rold Skov, som ligger på Møldrupvej ved nr. 22 (Naturskolen), ca. 3 km syd for Skørping.
I hjertet af den 8000 ha store Rold Skov er der siden 1890 og frem til i dag plantet over 150 forskellige træer og buske fra store dele af den nordlige halvkugle. 
Det er således muligt at foretage en botanisk ”rundrejse” på store dele af verdens nordlige halvkugle, hvor få skridt kan føre fra Nordamerika til Serbien eller Japan. Den Jyske Skovhave besøges derfor af mange skov- og naturinteresserede, og haven er en seværdighed hele året rundt.
Oversigtskort og vandretursfolder er placeret ved hovedindgangen. Ved hver enkelt parcel er der informationsskilte, der viser træernes alder, geografiske hjemegn, biologi og evt. anvendelse. 

## Historie
Den Jyske Skovhave blev i hemmelighed grundlagt i årene 1886-1902, hvor den initiativrige og forstbotanisk interesserede skovrider Hintz ledede Buderupholm Statsskovdistrikt. På det tidspunkt var det blevet muligt at købe frø fra nordvestamerikanske granarter som tsuga, douglas og sitka. Hintz benyttede enhver lejlighed til at plante disse nye trætyper, trods direkte forbud fra sine foresatte i datidens Skovstyrelse. I de første år gravede han endda de spæde træer op med rod og gemte dem, når der kom inspektioner fra Aarhus. 
Det er disse træer, som i dag er blevet til mere end 100-årige kæmper – blandt andet har Den Jyske Skovhave Danmarks største træ, målt i volumen: en grandis, som Hintz plantede i 1896. Træet er i dag 43,5 m højt og indeholder over 32 kubikmeter træ. 
Skovrider Hintz’s initiativ blev i 1940'erne videreført af den nye statsskovrider Jens Hvass. Han så hurtigt de små klynger med store, fremmedartede træer, og ideen var skabt: gennem de næste 30 år tilplantede Hvass området med over 100 forskellige træer og buske fra hele den nordlige halvkugle. Også skovrider Hvass så i årevis bort fra formaninger fra sine foresatte, og som årene gik, forstummede protesterne. Ved indvielsen i 1970 sagde den daværende skovdirektør, at hele projektet var gennemført uden ledelsens vidende, men der var alligevel stor ros til de “uregerlige” skovridere. 
Mange af trætyperne i Den Jyske Skovhave har gennem 1900-tallet vundet udbredelse i dansk skovbrug. Det gælder eksempelvis sitkagran og douglasgran, der i stor udstrækning sammen med rødgran, i dag dominerer de danske nåleskove. Et andet eksempel er nobilis, der i dag er den mest udbredte træart til pyntegrønt.

## Danmarks ældste hundeskov
Haven åbnede som en offentlig seværdighed i 1970, og samtidig etablerede man på stedet Danmarks første hundeskov. Hundeskoven er et fristed for hunde, hvor de må færdes uden snor, men kun under ejerens fulde kontrol. 
Hele skovhaven er derfor indhegnet, så hundene ikke forvilder sig uden for området. Desuden beskytter hegnet nytilplantningerne mod hjortevildt, der ellers ynder at bide knopperne af træerne om vinteren. 
Havens indgangsportal er japansk inspireret og udført i douglasgran. Den er en hyldest til japanernes havekunst, hvor træerne har en særlig stor plads. 
Ved portalen er der opsat et bord/bænkesæt og grill, ligesom der inde i skovhaven er borde og bænke samt en vandpost til tørstige hunde. 
Ved parkeringspladsen er der endvidere toiletfaciliteter (tørkloset). På 600 m af stinettet er der udlagt en særlig, kørestolsvenlig belægning.
56°49′N 9°53′Ø / 56.817°N 9.883°Ø